# 拉娜·普达尔
拉娜·普达尔（2006年1月19日—），波黑女子游泳运动员，2022年欧洲游泳锦标赛女子200米蝶泳金牌得主和女子100米蝶泳铜牌得主、2022年地中海运动会女子100米蝶泳和女子200米蝶泳金牌得主、2024年世界游泳锦标赛女子200米蝶泳铜牌得主。